# Road to Heaven
Road to Heaven ist ein österreichischer Dokumentarfilm von Walter Größbauer. Er bildet nach Next Exit Nirvana und Indian Dreams den Abschluss seiner „Ach, Indien“-Trilogie. Der Kinostart des Films in Deutschland war am 4. Februar 2015.

## Inhalt
Der Student Rajan begibt sich mit dem Auto auf eine Pilgerreise entlang der Grand Trunk Road, einer alten Handelsstraße quer durch den Subkontinent. Sie führt ihn von Kalkutta bis in seinen Heimatort Amritsar, dem spirituellen Zentrum der Sikhs. Er will seine dort lebenden Eltern besuchen, die er lange nicht mehr gesehen hat.
Sein Besuch kommt überraschend, gilt Rajan doch als eher modern orientiert und rebellisch. Er trägt keinen Turban, benutzt Smartphones und Laptops und eifert dem westlichen Lebensstil nach. Dennoch entscheidet er sich für die traditionelle Pilgerreise, bei der er auf die Widrigkeiten des indischen Verkehrs trifft: Verstopfte Straßen, überfüllte Züge – der Verkehr gleicht einem Ameisenstaat. Auf seiner Reise trifft er sowohl auf alte Traditionen als auch auf moderne Lebensweisen.

## Kritik
Der Filmdienst urteilt, der Zuschauer erfährt viel über die Religion der Sikh, wird aber „auch mit einem Land konfrontiert, das in Müll, Chaos und politischer Unfähigkeit zu versinken droht“. Dabei bewegt sich das Road Movie „bisweilen an der Grenze zur Inszenierung und versammelt in langen Einstellungen bildgewaltige Momentaufnahmen eines rätselhaften Landes“.